# Beşiktaş
Beşiktaş là một huyện thuộc tỉnh İstanbul, Thổ Nhĩ Kỳ. Huyện có diện tích 21 km² và dân số thời điểm năm 2007 là 191513 người, mật độ 9120 người/km².